# Brunsvigia kirkii
Brunsvigia kirkii är en amaryllisväxtart som beskrevs av John Gilbert Baker. Brunsvigia kirkii ingår i släktet Brunsvigia och familjen amaryllisväxter. Inga underarter finns listade i Catalogue of Life.